# Design Museum
Le Design Museum est un musée britannique situé à Londres. Originellement situé dans le quartier de Bermondsey, il se trouve depuis 2016 dans le quartier de Kensington, au sud de Holland Park.
Fondé en 1989 par Sir Terence Conran, il est consacré à l'architecture et au design contemporains sous toutes leurs formes : design industriel et graphique, mode vestimentaire, mobilier et architecture. Le musée fut construit par Conran & Partners (alors Conran Roche) dans un entrepôt reconditionné, situé sur la rive sud de la Tamise.
Depuis 2003, le musée décerne le prix du Design Museum's Designer of the Year, récompensant un designer et doté de 25 000 £.
En juin 2011, Sir Terence Conran a donné 17,5 millions de livres pour permettre au musée d'émigrer en 2016 de l'entrepôt vers un site plus grand à Kensington, qui était la maison de l'ancien Institut du Commonwealth. Cet édifice date des années 1960 et est classé de Grade II*. Le nouveau musée a ouvert le 24 novembre 2016. Avec une superficie de plus de 9500 m2, il s'agit de l'un des plus grands musées d'architecture au monde, après la Cité de l'architecture et du patrimoine de Paris.

## Publication du musée
- (en) Design Museum et Paula Reed, Fifty fashon looks that changed the 1950s, Londres, Conran Octopus, 2012, 112 p. (ISBN 978 1 84091 603 4, présentation en ligne)
- (en) Design Museum et Paula Reed, Fifty fashon looks that changed the 1960s, Londres, Conran Octopus, 2012, 114 p. (ISBN 978 1 84091 604 1, présentation en ligne)